# 大津赤十字志賀病院
大津赤十字志賀病院（おおつせきじゅうじしがびょういん）は、滋賀県大津市に所在する医療機関である。日本赤十字社滋賀県支部が開設する病院である。大津赤十字病院と連携をとりながら、地域医療を展開している。

## 沿革
ここでは大津赤十字志賀病院の前身、国立療養所比良病院の沿革も併せて記述する。
- 1934年（昭和9年）9月 - 滋賀県立比良園として創設。
- 1943年（昭和18年）4月 - 日本医療団に移管。
- 1947年（昭和22年）8月 - 国立療養所比良園として独立。
- 1974年（昭和49年）4月 - 国立療養所比良病院に改称。
- 1985年（昭和60年） - 国立療養所比良病院が廃止対象となる（※国立病院・療養所の再編計画によるもの）。
- 1986年（昭和61年） - 国立療養所比良病院の存続を国に要望（※1994年（平成6年）まで継続）。
- 1995年（平成7年） - 大津赤十字病院へ引き受けを要請。
- 1996年（平成8年）2月 - 地域住民の署名（29,814名）と陳情書が日本赤十字社に寄せられる。
- 1999年（平成11年）
  - 4月 - 大津赤十字病院 後医療機関開設準備室を設置。
  - 11月 - 大津赤十字病院との基本協定が結ばれ、譲渡締結式が行われる。
- 2000年（平成12年）12月 - 国立療養所比良病院を払受、大津赤十字志賀病院の開設が許可される。
- 2002年（平成14年）
  - 6月 - 大津赤十字志賀病院竣工式。
  - 7月 - 大津赤十字志賀病院が開院。
- 2006年（平成18年）3月 - 外来棟増築工事が完了する。
- 2013年（平成25年）3月 - 駐車場の整備が完了（43台分を新設）。

## 診療科
- 内科
- 循環器科
- 小児科
- 外科
- 整形外科
- 泌尿器科
- 産婦人科
- リハビリテーション科
- 総合診療部[2]

## 医療機関の指定等
- 災害対策基本法指定機関

## 交通アクセス
鉄道
- 湖西線（JR西日本）和邇駅下車。タクシーで約3分、バス（江若交通）で約5分、徒歩で約20分。

自動車
- 湖西道路和邇IC（国道161号）から約3分。
- 滋賀県道558号髙島大津線今宿交差点から約3分。